# 劉在銓
劉在銓，贵州贵阳人，清朝政治人物、進士出身。
康熙九年（1670年）庚戌科進士，三甲一百十名，后官知縣。